# BC Marburg
Der BC Marburg ist ein Basketball-Verein aus Marburg, der mit dem Sponsornamen BC Pharmaserv Marburg firmierend, in der höchsten deutschen Spielklasse – 1. Damen-Basketball-Bundesliga – antritt. Er ist einer der größten Basketballvereine Hessens und dienstältester Club in Deutschlands höchster Spielklasse. In der Saison 2002/03 feierte die Mannschaft mit dem Gewinn von Deutscher Meisterschaft und Deutschem Pokal die größten Vereinserfolge.
Sportlicher Abstieg
Der 9. März 2024 wurde zum bisher „schwärzesten Tag im Marburger Damen-Basketball seit 39 Jahren“. Am letzten Spieltag der Hauptrunde der Saison 2023/24 unterlagen die Hessinnen beim USC Freiburg mit 79:81 und rutschten damit auf einen Abstiegsplatz ab. Exakt 31 Jahre, 172 Tage, 2 Stunden, 20 Minuten und 5 Sekunden nach dem Sprungball zum Auftakt dieser Bundesliga-Ära im Jahr 1992 hat der dienstälteste Club seinen Platz im Oberhaus damit erst einmal sportlich verloren.
Wildcard
Im Juni 2024 entschied die DBBL, dass das Team für die Saison 2024/25 eine der beiden ausgeschriebenen Wildcards erhält. Für den Marburger Basketball bedeutet dies die 33. Spielzeit in Folge mit einem Erstligisten.

## Vereinsgründung
Laut Vereinsregister wurde der Verein 1996 gegründet und am 11. März 1997 in das Vereinsregister eingetragen. Auf der Vereinswebseite ist als Gründung 1997 angegeben. Erste Vorsitzende war laut Gründungsprotokoll Monja Rother, zweite Vorsitzende Aleksandra Kojić und Kassenwart Uwe Scheidemann.
Die Vorgängermannschaft spielte seit 1992 bis zur Saison 1995/96 als Basketballabteilung des VfL 1860 Marburg und ab der Saison 1996/97 als VfL uniVersa Marburg in der 1. Damen-Basketball-Bundesliga (DBBL). 1995 gab es Differenzen zwischen dem Hauptverein VfL 1860 Marburg und der Basketballabteilung. Uwe Scheidemann, der Trainer und Manager des Bundesligateams, gründete daraufhin die Basketball-Promotion Scheidemann GmbH, deren Geschäftsführer er war. Diese GmbH übernahm alle Rechte und Pflichten für das Bundesligateam, stellte den VfL 1860 Marburg von Forderungen Dritter gegen das Bundesligateam frei und einigte sich mit dem Hauptverein auf eine Zusammenarbeit. Diese Zusammenarbeit wurde 1996 nach erneuten Querelen vertraglich um ein Jahr verlängert, mit der Option für die Basketball-Promotion Scheidemann GmbH auf ein weiteres Jahr, sofern sie nicht gegen Vertragspunkte verstößt. Die Basketball-Promotion Scheidemann GmbH zog jedoch ihre Option auf Vertragsverlängerung zurück und Scheidemann gab im März 1997 bekannt, dass sich die Bundesligamannschaft VfL Universa Marburg vom Hauptverein trennt und ab der Saison 1997/1998 als eigenständiger Verein BC Marburg auf Korbjagd geht. Ab der Saison 1997/1998 trat die Bundesligamannschaft als BC Marburg auf, dessen Gründung Scheidemann bereits 1996 mit initiiert hatte.

## Namenssponsoren
Von 1997 bis 2004 war die uniVersa Versicherung Namenssponsor beim BC Marburg, der in dieser Zeit als BC uniVersa Marburg spielte. Im November 2006 konnte mit dem ortsansässigen Unternehmen Pharmaserv ein neuer Namenssponsor gewonnen werden. Offizieller Name des Erstliga-Teams ist seitdem BC Pharmaserv Marburg.

## Namenszusätze
Von 1997 bis 2004 trat der Verein mit dem Namenszusatz Marlins an. Seit der Spielzeit 2004/05 lautet der Namenszusatz Blue Dolphins.

## Vorstand
Bei der ordentlichen Mitgliederversammlung am 23. Januar 2025 wurde die 50-jährige Marburgerin Christina Scholz einstimmig zur Nachfolgerin von Oliver Pohland gewählt, der dem Verein die letzten acht Jahre vorgestanden hatte. Zum neuen Vize-Präsidenten wurde Udo Linne gewählt.

## Trainer
Bis 2004 war der Vereinsmitgründer Uwe Scheidemann Trainer und Manager des Vereines. Er war auch Geschäftsführer der Basketball-Promotion Scheidemann GmbH, die für die Finanzen der Bundesligamannschaft zuständig war und die Bundesligarechte innehatte. Im Januar 2004 gab Scheidemann bekannt, dass der Bundesligabetrieb aufgrund finanzieller Probleme gefährdet sei. Im Mai 2004 kündigte der Verein den Vertrag mit der Vermarktungsgesellschaft Basketball-Promotion Scheidemann GmbH. Die Basketball-Promotion Scheidemann GmbH prozessierte erfolglos gegen den BC Marburg und Scheidemann wurde mit Vorstandsbeschluss vom 17. August 2006 aus dem Verein ausgeschlossen. Am 13. Dezember 2006 berichtet die Oberhessische Presse, dass die Mitgliederversammlung des Vereins den Ausschluss Scheidemanns wegen vereinsschädigenden Verhaltens bestätigt und wie folgt begründet habe: „Seit der Kündigung des Vertrages mit der von Scheidemann gegründeten Basket Promotion GmbH durch den BC Marburg im Jahr 2004 habe Scheidemann den Verein und ein Mitglied mit sieben gerichtlichen Klagen überzogen. Fünf Prozesse habe er inzwischen verloren, zwei Verfahren seien noch nicht abgeschlossen. Trotz der Niederlagen vor Gericht sei der Ex-Trainer weder für die anwaltlichen Kosten noch für die Gerichtskosten aufgekommen, die nun den BC finanziell belasteten.“
Nachfolger Scheidemanns als Trainer wurde Hans Brauer. Brauer beendete sein Engagement nach einem Jahr. Zur Saison 2005/2006 verpflichtete der Verein Aleksandra Kojić als neue Trainerin. Im Januar 2013 trennte sich der Club während der laufenden Saison von der Trainerin Aleksandra Kojić. Der bisherige Co-Trainer Frank Arnold wurde von seiner Tätigkeit als Co-Trainer entbunden, trainierte aber weiterhin die Regionalligamannschaft und Jugendmannschaften. Die Art der Trennung von Aleksandra Kojić stieß bei Presse und Fans auf Unverständnis.
Der bisherige Jugendtrainer Patrick Unger beerbte Aleksandra Kojić als Cheftrainer. Ab 2014 bis zum Ende der Saison 2018/2019 war der gebürtige Berliner Andreas Steinbach als Co-Trainer tätig, ab der Saison 2019/2020 hatte Frank Arnold das Amt inne. Unger wurde im September 2018 zum Bundestrainer der deutschen Damenbasketball-Nationalmannschaft ernannt. Im Januar 2020 gab Patrick Unger bekannt, dass er seinen auslaufenden Vertrag in Marburg nicht verlängert. Im April 2020 wurde der US-Amerikaner Dana Beszczynski als neuer Cheftrainer vorgestellt, aus familiären Gründen ging er aber bereits im August 2020 nach Österreich zurück. Für ihn wurde der Spanier Julian Martinez verpflichtet. Von dem Spanier trennte man sich im Januar 2021, Nachfolger wurde Krzysztof Wysocki. Wysocki war bis zum Ende der Saison 2021/22 im Amt, in der Sommerpause 2022 wurde Patrick Unger zurückgeholt.
Nach fünf Niederlagen in Folge und dem frühen Ausscheiden aus dem DBBL-Pokal stellte der BC Marburg am 29. Oktober 2024 Patrick Unger von seiner Aufgabe als Cheftrainer des Bundesliga-Teams frei. Als Interimstrainer übernahm der bisherige Co-Trainer Tim Michel während der Nachfolger-Suche.
Am 14. November 2024 gab der Verein die Verpflichtung des Portugiesen José Araújo als neuen Cheftrainer bekannt. Der 52-jährige Portugiese unterzeichnete einen Vertrag bis Ende der Saison 2025/26 – mit beidseitiger Ausstiegsklausel zum Ende der laufenden Spielzeit. Gleichzeitig verließen Interimscoach Tim Michel und Assistenztrainerin Sarah Lückenotte das Trainer-Team.

## Mannschaften
Der BC Marburg besteht aus vier Damen- und vier Herrenmannschaften. Neben der Bundesliga-Damenmannschaft spielen die Frauenteams in der Regionalliga Südwest, der dritthöchsten Liga, der Landesliga und der Bezirksliga. Die Männerteams treten in der Oberliga, der Landesliga und den Kreisligen an. Zudem hat der BC diverse Jugendteams in den Altersklassen U8 bis U18 mit je einem leistungs- und einem breitensportorientierten Team. Außerdem besitzt der Verein auch eine Handicapgruppe.

### Team Mittelhessen
Ausgewählte Marburger U17-Spielerinnen spielten bis 2019 im Team Mittelhessen, einem gemeinsamen Team des BC und der Bender Baskets Grünberg, in der Weiblichen Nachwuchs-Basketball-Bundesliga (WNBL). Gleich in der ersten Saison (2009/10) wurde die Mannschaft Deutscher Vizemeister unter Trainerin Birte Schaake. Chefcoach des Teams war von 2011 bis 2014 Jenny Unger, Assistenztrainerinnen waren Jennifer Münnich*, Birte Schaake und Marlena Schön. 2014 errang das Team unter Headcoach Jenny Unger und den Assistenztrainerinnen Birte Schaake und Marlena Schön erneut die Deutsche Vizemeisterschaft. Im August 2014 übernahm Aleksandra Kojić das Team Mittelhessen.
Im Jahr 2019 wurde die Zusammenarbeit durch den BC Marburg beendet. Bis zur Saison 2024–2025 trat das Team Mittelhessen mit Spielerinnen aus Grünberg, Butzbach und Frankfurt an. Zur Saison 2024–2025 wurde die Kooperation zwischen Marburg und Grünberg wieder aufgenommen und ein WNBL-Team unter dem Namen „Greenhill Dolphins“ gebildet. das Team scheiterte bereits in der Qualifikation.

### Young Dolphins Marburg
Im März 2019 beendete der BC Marburg die Kooperation mit dem TSV Grünberg sowohl bei der Zweitligamannschaft als auch bei der WNBL-Mannschaft und beantragte eine Wildcard für die 2. DBBL-Saison 2019/2020, erhielt sie aber nicht. Präsident Oliver Pohland beklagte daraufhin, dass die „2. DBBL, der DBB und auch Vereine und Personen aus der Region den BC Marburg einfach nicht in der Liga haben wollten. Wieder aus Emotionen und nicht aus sachlichen Gründen heraus.“
In der folgenden Saison erreichte die 2. Mannschaft des BC Marburg den Aufstieg in die 2. DBBL und firmierte dort unter dem Namen Young Dolphins.
In der Saison 2022/2023 belegten die Young Dolphins den vorletzten Platz. In der Abstiegsrunde mit TuS Lichterfelde und Eintracht Braunschweig belegten die Young Dolphins den letzten Platz und mussten absteigen. In der Folge verkündete Präsident Oliver Pohland, dass die eigenen Mannschaften sportlich nicht die eigenen Erwartungen in der WNBL und der 2. DBBL erfüllt haben und man deswegen auch in der 2. Liga eine Kooperation mit den Bender Baskets Grünberg eingehen werde. Spielstätte sei Grünberg und der Name der Spielgemeinschaft werde Bender Baskets lauten.

### Junior Dolphins Marburg
Seit Saison 2019/2020 tritt der BC Marburg mit den „Junior Dolphins Marburg“ in der U18-Bundesliga WNBL an. Nachdem die Junior Dolphins in der Saison 2022/2023 mit nur zwei gewonnenen Spielen abgestiegen waren, gab Präsident Oliver Pohland bekannt, dass er die 2019 beendete Kooperation mit Grünberg wieder aufnehmen wolle, da man auch in den kommenden Saisons sportlich und organisatorisch nicht sicher und zukunftsfähig in dieser Liga aufgestellt sei. in den Qualifikationsspielen konnte sich das Kooperationsteam im Juni 2023 nicht für die Teilnahme der WNBL 2023/2024 qualifizieren.

## Spielstätten
Die Bundesligaspiele bestreiten die BC-Damen normalerweise in der kleinen Sporthalle am Georg-Gaßmann-Stadion. Als Trainingsort und Spielort für andere Teams des Vereins dienen außerdem auch andere Sporthallen in Marburg: die ehemalige Jägerkaserne in der Frankfurter Straße, die Sporthalle des Gymnasiums Philippinum und die Sporthalle der Kaufmännischen Schulen am Georg-Gaßmann-Stadion.

## Größte Erfolge
- Deutscher Meister 2003 (Damen)
- Deutscher Pokalsieger 2003 (Damen)
- 1. Platz nach der Bundesligarunde in der Saison 2010/2011

## Teilnahme an internationalen Wettbewerben
Die Damen-Mannschaft des BC Marburg nahm an folgenden europäischen Wettbewerben teil:
- 1997/1998 am Ronchetti Cup.[30]
- und 2003/2004 am daraus entstandenen FIBA Europe Cup.[31]
- 2017/2018 am CEWL-Cup. Dort belegte der Verein den zweiten Platz.

Alle zehn Begegnungen der Saisons 1997/1998 und 2003/2004 (4× Tory/Delta Košice/SVK, je 2× USK Prag/CZE, ŽKK Šibenik/CRO und Szeviép Szeged/HUN) gingen verloren. 2017/2018 gewann der Verein bis auf zwei Gruppenspiele und das Finale alle Spiele.

## 1. Damen-Mannschaft

### Platzierungen
| Saison    | Bundesliga-Hauptrunde | Play-off-Runde      | Pokal-Wettbewerb | Trainer                                                                |
| --------- | --------------------- | ------------------- | ---------------- | ---------------------------------------------------------------------- |
| 1997 / 98 | 3. Platz              | 3. Platz            | Viertelfinale    | Uwe Scheidemann                                                        |
| 1998 / 99 | 3. Platz              | 3. Platz            | Viertelfinale    | Uwe Scheidemann / Marcel Langlois                                      |
| 1999/2000 | 4. Platz              | Halbfinale (3.)*    | Achtelfinale     | Uwe Scheidemann / Reiner Baum (A)                                      |
| 2000 / 01 | 3. Platz              | 3. Platz            | Achtelfinale     | Uwe Scheidemann / Reiner Baum (A)                                      |
| 2001 / 02 | 2. Platz              | 4. Platz            | 3. Platz         | Uwe Scheidemann / Reiner Baum (A)                                      |
| 2002 / 03 | 2. Platz              | Meister             | Pokalsieger      | Uwe Scheidemann / Ralf Rehberger (A)                                   |
| 2003 / 04 | 8. Platz              | Viertelfinale (8.)* | Achtelfinale     | Uwe Scheidemann                                                        |
| 2004 / 05 | 3. Platz              | 4. Platz            | 3. Platz         | Hans Brauer                                                            |
| 2005 / 06 | 4. Platz              | Viertelfinale (5.)* | Viertelfinale    | Aleksandra Kojić / Frank Arnold (A)                                    |
| 2006 / 07 | 5. Platz              | Viertelfinale (5.)* | Viertelfinale    | Aleksandra Kojić / Frank Arnold (A)                                    |
| 2007 / 08 | 7. Platz              | Viertelfinale (7.)* | Achtelfinale     | Aleksandra Kojić / Frank Arnold (A)                                    |
| 2008 / 09 | 6. Platz              | Viertelfinale (6.)* | Viertelfinale    | Aleksandra Kojić / Frank Arnold (A)                                    |
| 2009 / 10 | 4. Platz              | 3. Platz            | Viertelfinale    | Aleksandra Kojić / Frank Arnold (A)                                    |
| 2010 / 11 | 1. Platz              | 4. Platz            | 3. Platz         | Aleksandra Kojić / Frank Arnold (A)                                    |
| 2011 / 12 | 4. Platz              | 3. Platz            | 2. Runde         | Aleksandra Kojić / Frank Arnold (A)                                    |
| 2012 / 13 | 10. Platz             | 10. Platz*          | Viertelfinale    | Aleksandra Kojić bis 28. Januar 2013, Patrick Unger ab 28. Januar 2013 |
| 2013 / 14 | 2. Platz              | Viertelfinale (5.)* | 4. Platz         | Patrick Unger / Igor Ryabinin                                          |
| 2014 / 15 | 8. Platz              | Viertelfinale (8.)* | Achtelfinale     | Patrick Unger / Andreas Steinbach                                      |
| 2015 / 16 | 5. Platz              | 3. Platz            | 4. Platz         | Patrick Unger / Andreas Steinbach                                      |
| 2016 / 17 | 3. Platz              | 3. Platz            | 2. Runde         | Patrick Unger / Andreas Steinbach                                      |
| 2017 / 18 | 5. Platz              | 4. Platz            | Viertelfinale    | Patrick Unger / Andreas Steinbach                                      |
| 2018 / 19 | 3. Platz              | 4. Platz            | 3. Platz         | Patrick Unger / Andreas Steinbach                                      |
| 2019/20   | –                     | -                   | Viertelfinale    | Patrick Unger / Frank Arnold                                           |
| 2020/21   | 4. Platz              | 3. Platz            | Viertelfinale    | Julian Martinez bis 16.01.2021 Christoph Wysocki ab 16.01.2021         |
| 2021/22   | 7. Platz              | Viertelfinale       | Achtelfinale     | Christoph Wysocki                                                      |
| 2022/23   | 9. Platz              | -                   | Achtelfinale     | Patrick Unger / Frank Arnold                                           |
| 2023/24   | 11. Platz             | -                   | Viertelfinale    | Patrick Unger / Frank Arnold / Tim Michel                              |
| 2024/25   | 9. Platz              | -                   | 2. Runde         | Patrick Unger bis 29.10.2024 José Araújo ab 14.11.2024                 |

- Plätze nicht ausgespielt. Ausgeschiedene Mannschaften wurden anhand der Hauptrunden-Ränge platziert

### Bundesliga-Kader
| Bundesliga-Kader 2024/25                                                                                                   | Bundesliga-Kader 2024/25 | Bundesliga-Kader 2024/25      | Bundesliga-Kader 2024/25 | Bundesliga-Kader 2024/25      | Bundesliga-Kader 2024/25 | Bundesliga-Kader 2024/25 |
| Nr. | Name                     | Nationalität                  | im Verein seit           | Position                      | Geburtsdatum             | Größe                    |
| --- | ------------------------ | ----------------------------- | ------------------------ | ----------------------------- | ------------------------ | ------------------------ |
| 0 | Astou Gaye 2             | Frankreich Senegal            | neu                      | Power Forward                 | 22.01.1998               | 1,88 m                   |
| 3 | Aaliyah Dunham           | Vereinigte Staaten            | neu                      | Point Guard                   | 18.06.1999               | 1,65 m                   |
| 5 | Greeta Üprus             | Estland                       | neu                      | Shooting Guard, Small Forward | 28.05.1994               | 1,77 m                   |
| 6 | Nora Jacob               | Deutschland                   | neu                      | Shooting Guard, Small Forward | 13.08.2004               | 1,72 m                   |
| 9 | Marianna Byvatov         | Deutschland                   | 2023                     | Point Guard                   | 23.09.2005               | 1,70 m                   |
| 10 | Alexia Allesch 1         | Osterreich Vereinigte Staaten | neu                      | Center                        | 16.12.1998               | 1,85 m                   |
| 13 | Preslava Koleva          | Bulgarien                     | neu                      | Power Forward, Center         | 12.08.1999               | 1,91 m                   |
| 14 | Lena Graf                | Deutschland                   | 2023                     | Small Forward                 | 14.03.2005               | 1,86 m                   |
| 18 | Lucy Michel              | Deutschland                   | neu                      | Shooting Guard, Small Forward | 09.04.2004               | 1,80 m                   |
| 24 | Hailey Leidel            | Vereinigte Staaten            | neu                      | Small Forward                 | 22.10.1997               | 1,80 m                   |
| 25 | Caitlyn Jones            | Australien                    | neu                      | Shooting Guard                | 29.05.2001               | 1,75 m                   |
| 32 | Lia Kentzler             | Deutschland                   | neu                      | Power Forward, Center         | 30.01.1998               | 1,84 m                   |
| 33 | Lena Dziuba              | Deutschland                   | 2022                     | Power Forward, Center         | 09.02.2003               | 1,86 m                   |
| 42 | Mia Heide                | Schweiz Vereinigte Staaten    | neu                      | Center                        | 21.04.2000               | 1,90 m                   |
| 1 Vertragsauflösung im Januar 2025 aus persönlichen Gründen 2 Nachverpflichtung im Januar 2025 wegen Abgang von A. Allesch |                          |                               |                          |                               |                          |                          |

| Bundesliga-Kader 2019/20 | Bundesliga-Kader 2019/20 | Bundesliga-Kader 2019/20 | Bundesliga-Kader 2019/20 | Bundesliga-Kader 2019/20 | Bundesliga-Kader 2019/20 | Bundesliga-Kader 2019/20 |
| Nr.                      | Name                     | Nationalität             | im Verein seit           | Position                 | Geburtsdatum             | Größe                    |
| ------------------------ | ------------------------ | ------------------------ | ------------------------ | ------------------------ | ------------------------ | ------------------------ |
| 03                       | Alexandra Wilke          | Deutschland              | 2016                     | Guard                    | 29.09.1996               | 1,74 m                   |
| 04                       | Marie Berthold           | Deutschland              | 2017                     | Forward, Center          | 27.03.1995               | 1,83 m                   |
| 05                       | Marie-Angelina Sola      | Deutschland              | 2016                     | Forward, Center          | 18.03.1998               | 1,82 m                   |
| 06                       | Theresa Simon            | Deutschland              | 2019                     | Guard, Forward           | 25.09.1998               | 1,80 m                   |
| 07                       | Hanna Reeh               | Deutschland              | 2016                     | Guard                    | 29.12.1999               | 1,68 m                   |
| 08                       | Finja Schaake            | Deutschland              | 2009                     | Forward                  | 23.07.1992               | 1,79 m                   |
| 09                       | Lisa Kiefer              | Deutschland              | 2019                     | Forward                  | 18.04.2002               | 1,79 m                   |
| 10                       | Candice White            | USA                      | 2019                     | Guard                    | 04.06.1997               | 1,73 m                   |
| 12                       | Johanna Klug             | Deutschland              | 2018                     | Power Forward            | 02.11.1998               | 1,90 m                   |
| 14                       | Luzie Hegele             | Deutschland              | 2019                     | Guard, Forward           | 05.09.2001               | 1,74 m                   |
| 15                       | Kim Winterhoff           | Deutschland              | 2009                     | Guard, Forward           | 23.9.1995                | 1,87 m                   |
| 17                       | Tonisha Baker            | USA                      | 2013                     | Guard                    | 04.09.1990               | 1,68 m                   |
| 18                       | Lisa Bonacker            | Deutschland              | 2019                     | Forward, Center          | 18.05.2001               | 1,86 m                   |
| 21                       | Alex Kiss-Rusk           | Kanada                   | 2018                     | Power Forward, Center    | 27.12.1993               | 1,93 m                   |
| 36                       | Katlyn Yohn              | USA                      | 2015                     | Forward                  | 01.03.1991               | 1,82 m                   |
| 55                       | Stephanie Wagner         | Deutschland              | 2017                     | Shooting Guard, Forward  | 08.07.1990               | 1,82 m                   |

| Bundesliga-Kader 2018/19 | Bundesliga-Kader 2018/19 | Bundesliga-Kader 2018/19 | Bundesliga-Kader 2018/19 | Bundesliga-Kader 2018/19 | Bundesliga-Kader 2018/19 | Bundesliga-Kader 2018/19 |
| Nr.                      | Name                     | Nationalität             | im Verein seit           | Position                 | Geburtsdatum             | Größe                    |
| ------------------------ | ------------------------ | ------------------------ | ------------------------ | ------------------------ | ------------------------ | ------------------------ |
| 03                       | Alexandra Wilke          | Deutschland              | 2016                     | Guard                    | 29.09.1996               | 1,74 m                   |
| 04                       | Marie Berthold           | Deutschland              | 2017                     | Forward, Center          | 27.03.1995               | 1,83 m                   |
| 05                       | Marie-Angelina Sola      | Deutschland              | 2016                     | Forward, Center          | 18.03.1998               | 1,82 m                   |
| 07                       | Hanna Reeh               | Deutschland              | 2016                     | Guard                    | 29.12.1999               | 1,68 m                   |
| 08                       | Finja Schaake            | Deutschland              | 2009                     | Forward                  | 23.07.1992               | 1,79 m                   |
| 10                       | Katlyn Yohn              | USA                      | 2015                     | Forward                  | 01.03.1991               | 1,82 m                   |
| 12                       | Johanna Klug             | Deutschland              | 2018                     | Power Forward            | 02.11.1998               | 1,90 m                   |
| 15                       | Kim Winterhoff           | Deutschland              | 2009                     | Guard, Forward           | 23.9.1995                | 1,76 m                   |
| 17                       | Tonisha Baker            | USA                      | 2013                     | Guard                    | 04.09.1990               | 1,68 m                   |
| 21                       | Alex Kiss-Rusk           | Kanada                   | 2018                     | Power Forward, Center    | 27.12.1993               | 1,93 m                   |
| 22                       | Paige Bradley            | USA                      | 2016                     | Guard                    | 15.02.1994               | 1,75 m                   |
| 55                       | Stephanie Wagner         | Deutschland              | 2017                     | Shooting Guard, Forward  | 08.07.1990               | 1,82 m                   |

| Bundesliga-Kader 2015/16 | Bundesliga-Kader 2015/16 | Bundesliga-Kader 2015/16 | Bundesliga-Kader 2015/16 | Bundesliga-Kader 2015/16       | Bundesliga-Kader 2015/16 | Bundesliga-Kader 2015/16 |
| Nr.                      | Name                     | Nationalität             | im Verein seit           | Position                       | Geburtsdatum             | Größe                    |
| ------------------------ | ------------------------ | ------------------------ | ------------------------ | ------------------------------ | ------------------------ | ------------------------ |
| 13                       | Svenja Greunke           | Deutschland              | 2015                     | Power-Forward, Center          | 22.7.1989                | 1,87 m                   |
| 10                       | Katlyn Yohn              | USA                      | 2015                     | Forward                        | 1.03.1991                | 1,82 m                   |
| 44                       | Stephanie Lee            | USA                      | 2015                     | Center, Power-Forward, Forward | 28.12.1992               | 1,85 m                   |
| 5                        | Julia Gaudermann         | Deutschland              | 2008                     | Point Guard                    | 17.4.1992                | 1,66 m                   |
| 9                        | Julia Köppl              | Österreich               | 2014                     | Forward                        | 27.7.1991                | 1,87 m                   |
| 6                        | Birte Thimm              | Deutschland              | 2014                     | Forward                        | 6.03.1987                | 1,80 m                   |
| 17                       | Tonisha Baker            | USA                      | 2013                     | Guard/Forward                  | 4.9.1990                 | 1,68 m                   |
| 8                        | Finja Schaake            | Deutschland              | 2009                     | Forward                        | 23.7.1992                | 1,79 m                   |
| 15                       | Kim Winterhoff           | Deutschland              | 2009                     | Forward                        | 23.9.1995                | 1,76 m                   |
| 25                       | Lisa Schwarzkopf         | Deutschland              | 2014                     | Forward                        | 23.8.1997                | 1,74 m                   |
| 24                       | Luana Rodefeld           | Deutschland              | 2014                     | Guard                          | 23.12.1997               | 1,74 m                   |
| 3                        | Charlotte Eggers         | Deutschland              | 2015                     |                                | 13.9.1989                | 1,70 m                   |
| 14                       | Patricia Benet           | Spanien                  | 2015                     | Guard                          | 5.3.1988                 | 1,70 m                   |
| 22                       | Jenny Unger              | Deutschland              | Jugend                   | Forward/Guard                  | 11.2.1983                | 1,73 m                   |
| 66                       | Jana Putz                | Luxemburg                | 2015                     |                                | 19.7.1993                | 1,68 m                   |

### Bundesliga-Kader 2014/15
| Nr. | Name                | Nationalität | im Verein seit | Position               | Geburtsdatum | Größe  |
| --- | ------------------- | ------------ | -------------- | ---------------------- | ------------ | ------ |
| 22  | Brittany Wilson     | USA          | 2014           | Guard                  | 26.10.1989   | 1,78 m |
| 6   | Birte Thimm         | Deutschland  | 2014           | Forward                | 6.03.1987    | 1,80 m |
| 31  | Kellindra Zackery * | USA          | 2013           | Power-Forward/Center   | 6.2.1988     | 1,82 m |
| 17  | Tonisha Baker*      | USA          | 2013           | Guard/Forward          | 4.9.1990     | 1,68 m |
| 8   | Finja Schaake       | Deutschland  | 2009           | Forward                | 23.7.1992    | 1,79 m |
| 7   | Jenny Crowder       | Deutschland  | 2014           | Guard                  | 10.04.1996   | 1,64 m |
| 20  | Bjonee Reaves*      | USA          | 2014           | Guard                  | 20.1.1990    | 1,68 m |
| 1   | Alissa Pierce       | USA          | 2014           | Guard/Forward          | 30.6.1986    | 1,82 m |
| 12  | Sarah Kuschel       | Deutschland  | 2014           | Guard                  | 24.9.1994    | 1,72 m |
| 2   | Lisa Koop           | Deutschland  | 2014           | Center                 | 23.9.1985    | 1,97 m |
| 13  | Laura Mašek         | Deutschland  | 2012           | Power Forward / Center | 10.2.1992    | 1,86 m |
| 15  | Kim Winterhoff      | Deutschland  | 2009           | Forward                | 23.9.1995    | 1,76 m |
| 9   | Julia Köppl         | Österreich   | 2014           | Forward                | 27.7.1991    | 1,87 m |
| 10  | Lisa Schwarzkopf    | Deutschland  | 2014           | Forward                | 23.8.1997    | 1,74 m |
| 4   | Luana Rodefeld      | Deutschland  | 2014           | Guard                  | 23.12.1997   | 1,74 m |
| 14  | Laura Zdravevska    | Deutschland  | 2014           | Power Forward/Center   | 3.9.1997     | 1,84 m |

- Bjonee Reaves wurde vor dem 5. Spieltag freigestellt, Kellindra Zackery wechselte vor dem 6. Spieltag nach Saarlouis, Tonisha Baker wurde vor dem 7. Spieltag verpflichtet.

### Bundesliga-Kader 2013/14
| Nr. | Name              | Nationalität | im Verein seit | Position               | Geburtsdatum | Größe  |
| --- | ----------------- | ------------ | -------------- | ---------------------- | ------------ | ------ |
| 5   | Margret Skuballa  | Deutschland  | 2007           | Forward                | 7.10.1987    | 1,86 m |
| 31  | Kellindra Zackery | USA          | 2013           | Power-Forward/Center   | 6.2.1988     | 1,82 m |
| 8   | Finja Schaake     | Deutschland  | 2009           | Forward                | 23.7.1992    | 1,79 m |
| 10  | Nicola Happel     | Deutschland  | 2011           | Guard                  | 1.12.1992    | 1,62 m |
| 17  | Tonisha Baker     | USA          | 2013           | Guard/Forward          | 4.9.1990     | 1,68 m |
| 7   | Emiko Smith       | USA          | 2013           | Guard                  | 13.4.1991    | 1,68 m |
| 9   | Isabell Meinhart  | Deutschland  | 2013           | Guard                  | 11.7.1994    | 1,76 m |
| 6   | Natalie Gohrke    | Deutschland  | 2007           | Forward                | 7.1.1983     | 1,80 m |
| 13  | Laura Mašek       | Deutschland  | 2012           | Power Forward / Center | 10.2.1992    | 1,86 m |
| 15  | Kim Winterhoff    | Deutschland  | 2009           | Forward                | 23.9.1995    | 1,76 m |
| 21  | Elisabeth Dzirma  | Deutschland  | 2013           | Forward                | 2.6.1994     | 1,79 m |
| 3   | Lisa Schwarzkopf  | Deutschland  | 2014           | Forward                | 23.8.1997    | 1,74 m |
| 3   | Marlena Schön     | Deutschland  | 2004           | Guard                  | 16.5.1987    | 1,69 m |
| 9   | Charlotte Eggers  | Deutschland  | 2014           | Guard/Forward          | 13.9.1989    | 1,70 m |
| 12  | Ama Degbeon       | Deutschland  | 2013           | Power Forward / Center | 16.12.1995   | 1,85 m |

### Bundesliga-Kader 2012/13
| Nr. | Name                | Nationalität | im Verein seit | Position             | Geburtsdatum | Größe  |
| --- | ------------------- | ------------ | -------------- | -------------------- | ------------ | ------ |
| 5   | Margret Skuballa    | Deutschland  | 2007           | Forward              | 07.10.1987   | 1,86 m |
| 42  | Martha White °      | USA          | 2012           | Power-Forward/Center | 07.03.1989   | 1,86 m |
| 8   | Finja Schaake       | Deutschland  | 2009           | Forward              | 23.07.1992   | 1,79 m |
| 10  | Nicola Happel       | Deutschland  | 2011           | Guard                | 01.12.1992   | 1,62 m |
| 50  | Samantha Baranowski | USA          | 2012           | Center               | 30.01.1990   | 1,88 m |
| 12  | Amanda Davidson     | USA          | 2007           | Guard                | 06.05.1983   | 1,75 m |
| 22  | Tina Menz           | Deutschland  | 2011           | Guard                | 24.08.1988   | 1,75 m |
| 6   | Natalie Gohrke      | Deutschland  | 2007           | Forward              | 07.01.1983   | 1,80 m |
| 30  | Laura Mašek         | Deutschland  | 2012           | Forward              | 10.02.1992   | 1,86 m |
| 15  | Kim Winterhoff      | Deutschland  | 2009           | Forward              | 23.09.1995   | 1,76 m |
| 13  | Aline Stiller       | Deutschland  | 2012           | Forward              | 15.05.1994   | 1,84 m |
| 7   | Dana Božović °°     | Schweiz      | 2012           | Forward              | 13.05.1993   | 1,80 m |

° Martha White verließ die Blue Dolphins vor Abschluss der Runde. Grund war nach Aussage des Vereines eine dringende Familienangelegenheit.
°° Dana Božović verließ den Verein, nachdem Trainerin Aleksandra Kojić beurlaubt worden war.

### Bundesliga-Kader 2011/12
| Nr. | Name                 | Nationalität | im Verein seit | Position       | Geburtsdatum | Größe  |
| --- | -------------------- | ------------ | -------------- | -------------- | ------------ | ------ |
| 5   | Margret Skuballa °   | Deutschland  | 2007           | Forward        | 07.10.1987   | 1,86 m |
| 7   | Lisa Koop            | Deutschland  | Jugend         | Center         | 23.09.1985   | 1,97 m |
| 8   | Finja Schaake        | Deutschland  | 2009           | Forward        | 23.07.1992   | 1,79 m |
| 10  | Nicola Happel        | Deutschland  | 2011           | Guard          | 01.12.1992   | 1,62 m |
| 11  | Sandra Weber         | Deutschland  | 2005           | Guard, Forward | 04.02.1985   | 1,83 m |
| 14  | Shenita Landry       | USA          | 2010           | Center         | 05.06.1987   | 1,88 m |
| 12  | Amanda Davidson      | USA          | 2007           | Guard          | 06.05.1983   | 1,75 m |
| 22  | Tina Menz            | Deutschland  | 2011           | Guard          | 24.08.1988   | 1,75 m |
| 6   | Natalie Gohrke       | Deutschland  | 2007           | Forward        | 07.01.1983   | 1,80 m |
| 30  | Stefanie Grigoleit * | Deutschland  | 2011           | Forward        | 11.12.1989   | 1,86 m |
| 15  | Kim Winterhoff       | Deutschland  | 2009           | Forward        | 23.09.1995   | 1,76 m |
| 13  | Alissa Pierce ^      | USA          | 2012           | Forward        | 30.06.1986   | 1,82 m |

- Stefanie Grigoleit und der Verein trennten sich laut Pressemitteilung vom 28. Oktober 2011 einvernehmlich. Danach wechselte sie zu den TV Saarlouis Royals.

° Margret Skuballa zog sich beim Erstliga-Spiel am 28. Januar 2012 in Chemnitz einen Kreuzbandriss zu und fiel für den Rest der Saison aus.
^ Alissa Pierce kam am 30. Januar 2012 vom SV Halle Lions (wo sie wegen einer Fuß-OP freigestellt war) als Ersatz für die verletzte Skuballa. Im Training am 13. März 2012 zog sie sich eine Schulterverletzung zu und fiel für den Rest der Saison aus.

### Bundesliga-Kader 2010/11
| Nr. | Name                 | Nationalität | im Verein seit | Position        | Geburtsdatum | Größe  |
| --- | -------------------- | ------------ | -------------- | --------------- | ------------ | ------ |
| 5   | Margret Skuballa     | Deutschland  | 2007           | Forward         | 07.10.1987   | 1,86 m |
| 7   | Lisa Koop            | Deutschland  | Jugend         | Center          | 23.09.1985   | 1,97 m |
| 9   | Hicran Özen          | Deutschland  | 1999           | Guard           | 15.07.1981   | 1,69 m |
| 8   | Finja Schaake        | Deutschland  | 2009           | Forward         | 23.07.1992   | 1,79 m |
| 10  | Julia Gaudermann *   | Deutschland  | 2008           | Guard           | 17.04.1992   | 1,66 m |
| 11  | Sandra Weber         | Deutschland  | 2005           | Guard, Forward  | 04.02.1985   | 1,83 m |
| 14  | Shenita Landry       | USA          | 2010           | Center          | 05.06.1987   | 1,88 m |
| 12  | Amanda Davidson      | USA          | 2007           | Guard           | 06.05.1983   | 1,75 m |
| 13  | Natascha Mützel      | Deutschland  | Jugend         | Center          | 27.08.1991   | ?      |
| 6   | Natalie Gohrke       | Deutschland  | 2007           | Forward         | 07.01.1983   | 1,80 m |
| 4   | Karolin Holtz        | Deutschland  | 2008           | Forward, Center | 25.05.1986   | 1,88 m |
| 15  | Lara Wegmann         | Deutschland  | Jugend         | Forward         | 27.10.1992   | ?      |
| 24  | Carlene Hightower ** | USA          | 2011           | Forward         | 22.04.1986   | 1,80 m |

- Julia Gaudermann schied laut Pressemeldung vom 8. November 2010 wegen gesundheitlicher Probleme aus dem Marburger Kader aus.
  - Carlene Hightower kam während der Winterpause vom Liga-Konkurrenten TSV Wasserburg.

### Bundesliga-Kader 2009/10
| Nr. | Name             | Nationalität | im Verein seit | Position        | Geburtsdatum | Größe  |
| --- | ---------------- | ------------ | -------------- | --------------- | ------------ | ------ |
| 5   | Margret Skuballa | Deutschland  | 2007           | Forward         | 07.10.1987   | 1,86 m |
| 7   | Lisa Koop        | Deutschland  | Jugend         | Center          | 23.09.1985   | 1,97 m |
| 9   | Hicran Özen      | Deutschland  | 1999           | Guard           | 15.07.1981   | 1,69 m |
| 8   | Finja Schaake    | Deutschland  | 2009           | Forward         | 23.07.1992   | 1,79 m |
| 10  | Julia Gaudermann | Deutschland  | 2008           | Guard           | 17.04.1992   | 1,66 m |
| 11  | Sandra Weber     | Deutschland  | 2005           | Guard, Forward  | 04.02.1985   | 1,83 m |
| 14  | Natascha Heuser  | Deutschland  | 2003           | Guard, Forward  | 11.09.1982   | 1,78 m |
| 12  | Amanda Davidson  | USA          | 2007           | Guard           | 06.05.1983   | 1,75 m |
| 34  | Sherida Triggs   | USA          | 2009           | Center          | 12.07.1985   | 1,86 m |
| 6   | Natalie Gohrke   | Deutschland  | 2007           | Forward         | 07.01.1983   | 1,80 m |
| 4   | Karolin Holtz    | Deutschland  | 2008           | Forward, Center | 25.05.1986   | 1,88 m |
| 22  | Jenny Brauer     | Deutschland  | Jugend         | Guard, Forward  | 11.02.1983   | 1,73 m |

### Bundesliga-Kader 2008/09
| Nr. | Name              | Nationalität | im Verein seit | Position        | Geburtsdatum | Größe  |
| --- | ----------------- | ------------ | -------------- | --------------- | ------------ | ------ |
| 5   | Margret Skuballa  | Deutschland  | 2007           | Forward         | 07.10.1987   | 1,86 m |
| 7   | Lisa Koop         | Deutschland  | Jugend         | Center          | 23.09.1985   | 1,97 m |
| 9   | Hicran Özen       | Deutschland  | 1999           | Guard           | 15.07.1981   | 1,69 m |
| 12  | Marlena Schön     | Deutschland  | Jugend         | Guard           | 16.05.1987   | 1,69 m |
| 12  | Julia Gaudermann  | Deutschland  | 2008           | Guard           | 17.04.1992   | 1,66 m |
| 11  | Sandra Weber      | Deutschland  | 2005           | Guard, Forward  | 04.02.1985   | 1,83 m |
| 14  | Natascha Heuser   | Deutschland  | 2003           | Guard, Forward  | 11.09.1982   | 1,78 m |
| 15  | Amanda Davidson   | USA          | 2007           | Guard           | 06.05.1983   | 1,75 m |
| 21  | Jana Heinrich     | Deutschland  | 2006           | Center, Forward | 14.03.1986   | 1,88 m |
| 6   | Natalie Gohrke*   | Deutschland  | 2007           | Forward         | 07.01.1983   | 1,80 m |
| 4   | Karolin Holtz     | Deutschland  | 2008           | Forward, Center | 25.05.1986   | 1,88 m |
| 8   | Mirijam Unger     | Deutschland  | 2008           | Forward, Center | 13.01.1988   | 1,90 m |
| 31  | Amanda Livingston | USA          | 2008           | Center          | 05.11.1984   | 1,85 m |
| 13  | Anna Görg         | Deutschland  | 2008           | Forward, Center | 09.02.1987   | 1,90 m |
| 22  | Jenny Brauer      | Deutschland  | Jugend         | Guard, Forward  | 11.02.1983   | 1,73 m |

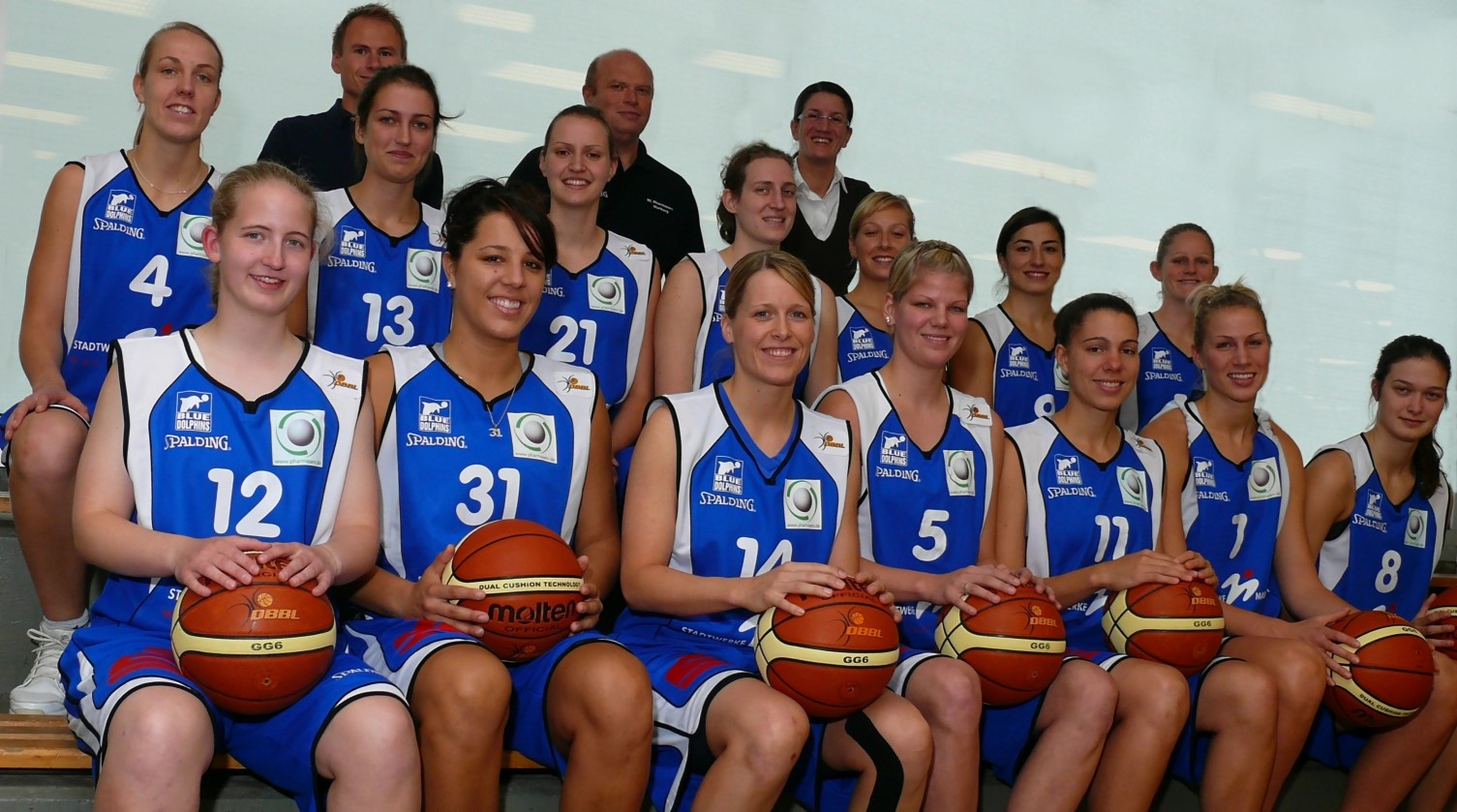
Das Team aus der Saison (2008/09)

- Natalie Gohrke zog sich bei der EM-Qualifikation-Vorbereitung eine Verletzung zu, fiel 8 Spieltage aus und konnte erst am 22. November 2008 in Leipzig wieder auflaufen.

### Bundesliga-Kader 2007/08
| Nr. | Name              | Nationalität | im Verein seit | Position        | Geburtsdatum | Größe  |
| --- | ----------------- | ------------ | -------------- | --------------- | ------------ | ------ |
| 5   | Margret Skuballa  | Deutschland  | 2007           | Center          | 07.10.1987   | 1,86 m |
| 7   | Lisa Koop         | Deutschland  | Jugend         | Center          | 23.09.1985   | 1,97 m |
| 8   | Vera Gaspar ⁴     | Deutschland  | 2005           | Forward         | 07.05.1986   | 1,87 m |
| 9   | Hicran Özen       | Deutschland  | 1999           | Guard           | 15.07.1981   | 1,69 m |
| 10  | Marlena Schön *   | Deutschland  | Jugend         | Guard           | 16.05.1987   | 1,69 m |
| 11  | Sandra Weber 6    | Deutschland  | 2005           | Forward         | 04.02.1985   | 1,83 m |
| 14  | Natascha Heuser   | Deutschland  | 2003           | Guard, Forward  | 11.09.1982   | 1,78 m |
| 15  | Amanda Davidson   | USA          | 2007           | Guard           | 06.05.1983   | 1,75 m |
| 17  | Marion Powilleit⁵ | CAN          | 2005           | Center          | 14.01.1988   | 1,88 m |
| 20  | Morgan McLaughlin | CAN          | 2007           | Center          | 26.04.1980   | 1,88 m |
| 21  | Jana Heinrich     | Deutschland  | 2006           | Center, Forward | 14.03.1986   | 1,88 m |
| 25  | Daniela Zdunek 3  | Deutschland  | 2000           | Center, Forward | 04.01.1982   | 1,83 m |
| 44  | Yvonne Weber ²    | Deutschland  | 1999           | Center          | 14.11.1974   | 1,94 m |
| 99  | Natalie Gohrke    | Deutschland  | 2007           | Forward         | 07.01.1983   | 1,80 m |

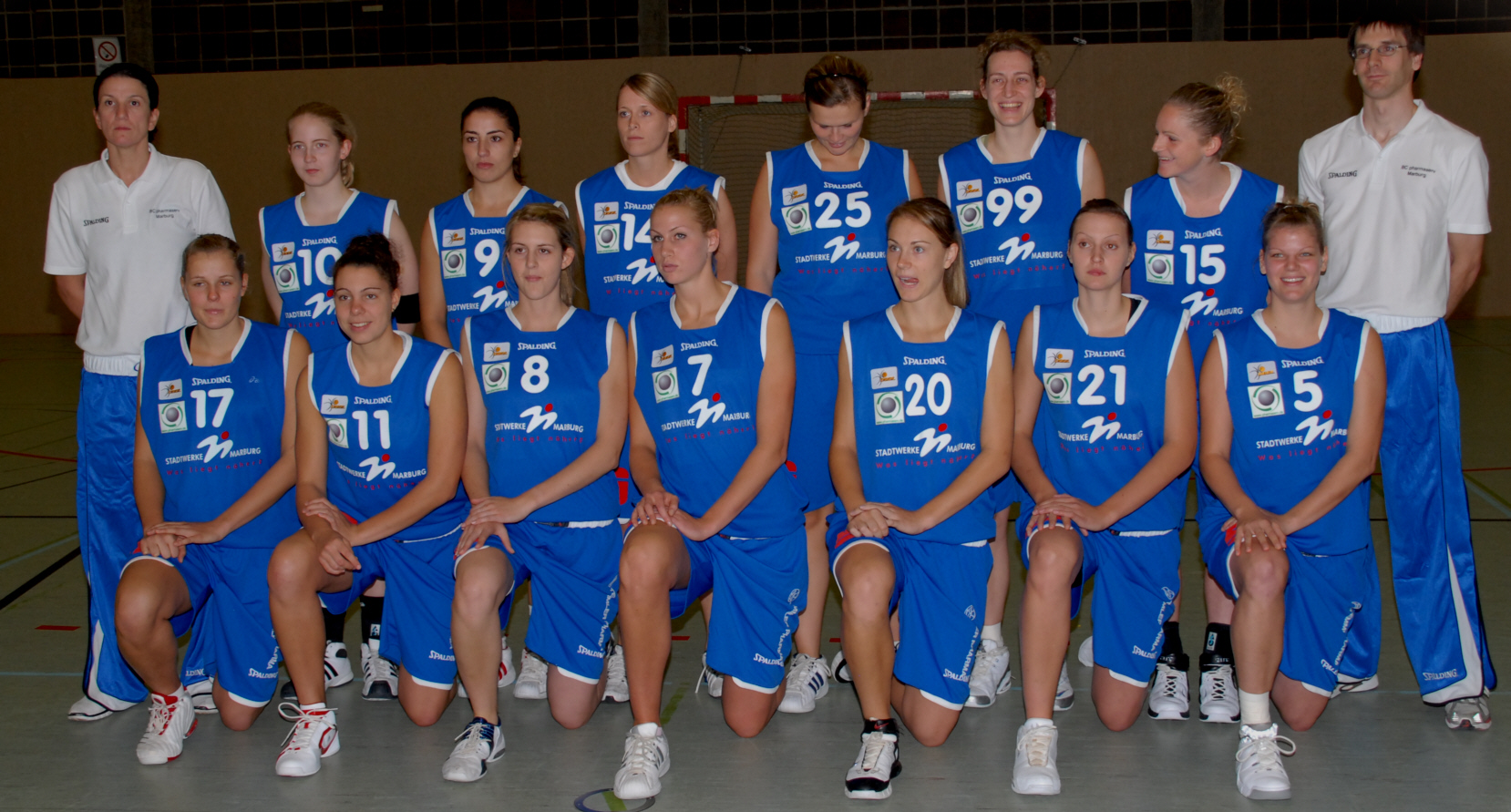
Das Team aus der Saison (2007/08)

- Marlena Schön zog sich am 12. Oktober 2007 in einem Regionalligaspiel einen Kreuzbandriss zu und fiel die gesamte Saison 2007/08 aus.

² Yvonne Weber ist nach der Saison 2006/07 als reguläre Spielerin zurückgetreten, erklärte sich aber bereit, in Notfällen auszuhelfen.
3 Daniela Zdunek zog sich im November 2007 eine Knieverletzung zu und fiel für den Rest der Saison aus
⁴ Vera Gaspar zog Anfang Januar 2008 für ein Gastsemester nach Oslo
⁵ Marion Powilleit begann im März 2008 ein Studium in Berlin
6 Sandra Weber konnte wegen Verletzung nur in einem Spiel für 10 Minuten eingesetzt werden.
Im Pokalspiel der 2. Runde am 15. November 2007 in Mainz kam Melanie Hafner aus dem Regionalliga-Team zu ihrer ersten Spielzeit im Trikot der ersten Mannschaft.

### Bundesliga-Kader 2006/07
| Nr. | Name                | Nationalität | im Verein seit | Position        | Geburtsdatum | Größe  |
| --- | ------------------- | ------------ | -------------- | --------------- | ------------ | ------ |
| 5   | Franziska Worthmann | Deutschland  | 2006           | Forward         | 18.12.1986   | 1,77 m |
| 7   | Lisa Koop ²         | Deutschland  | Jugend *       | Center          | 23.09.1985   | 1,97 m |
| 8   | Mirka Jarchovská    | Tschechien   | 2006 °         | Guard           | 01.02.1972   | 1,73 m |
| 9   | Hicran Özen ²       | Deutschland  | 1999           | Guard           | 15.07.1981   | 1,69 m |
| 10  | Marlena Schön       | Deutschland  | Jugend         | Guard           | 16.05.1987   | 1,69 m |
| 11  | Sandra Weber        | Deutschland  | 2005           | Forward         | 04.02.1985   | 1,83 m |
| 12  | Alexandra Keil ²    | Deutschland  | 1998           | Forward         | 10.02.1978   | 1,83 m |
| 13  | Lori Crisman        | USA          | 2005           | Center, Forward | 10.07.1982   | 1,85 m |
| 14  | Jen Schumacher      | USA          | 2007           | Forward         | 22.09.1984   | 1,76 m |
| 21  | Jana Heinrich       | Deutschland  | 2006           | Center, Forward | 14.03.1986   | 1,88 m |
| 22  | Tiffany Grubaugh ³  | USA          | 2006           | Forward         | 03.03.1982   | 1,72 m |
| 25  | Daniela Zdunek ²    | Deutschland  | 2000           | Center, Forward | 04.01.1982   | 1,83 m |
| 44  | Yvonne Weber ²      | Deutschland  | 1999           | Center          | 14.11.1974   | 1,94 m |

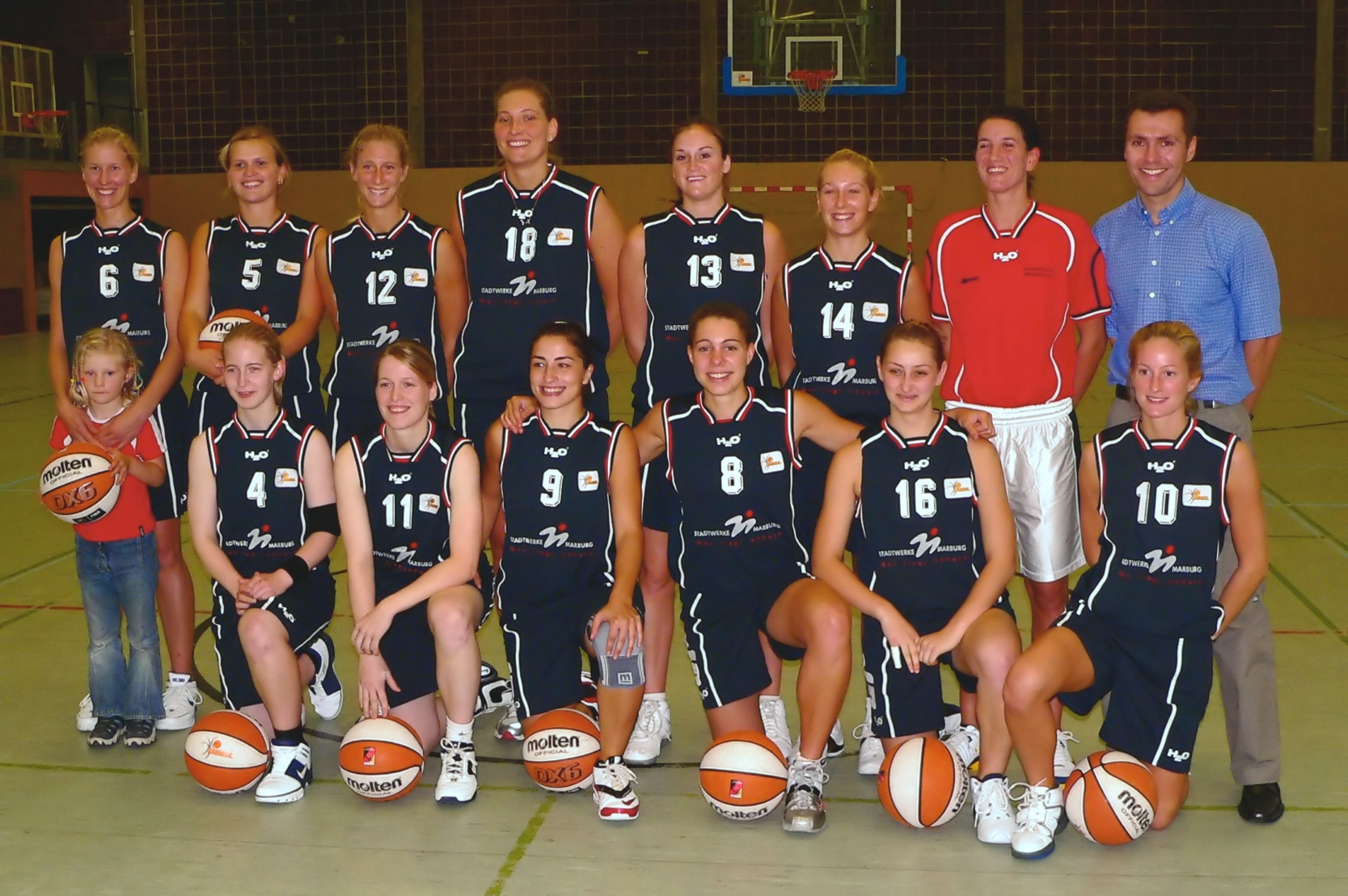
Das Team aus der Saison (2005/06)

- Lisa Koop spielte während eines Auslandsstudienaufenthaltes in der Saison 2005/06 an der Winthrop University (Washington/USA).

° Mirka Jarchovská spielte bereits in der Saison 2001/02 fünf Spiele beim BC Marburg, wechselte dann aber zum späteren Meister und Pokalsieger BTV Wuppertal.
² Hicran Özen, Alexandra Keil, Daniela Zdunek und Yvonne Weber (geb. Kunze) gehörten in der Saison 2002/03 zur Meister- und Pokalsieger-Mannschaft. Lisa Koop war in der Pokalrunde der letzten 32 zu einem Einsatz gekommen.
³ Tiffany Grubaugh löste ihren Vertrag mit dem BC Marburg aus persönlichen Gründen während des Weihnachtsurlaubes auf.

### Bundesliga-Kader 2005/2006
| Nr. | Name              | Nationalität | im Verein seit | Position               | Geburtsdatum | Größe  |
| --- | ----------------- | ------------ | -------------- | ---------------------- | ------------ | ------ |
| 14  | Jenny Brauer      | Deutschland  | 2002           | Forward                | 11. 2.1983   | 1,73 m |
| 13  | Lori Crisman      | USA          | 2005           | Center, Power-Forward  | 10.7. 1982   | 1,85 m |
| 11  | Natascha Heuser   | Deutschland  |                | Forward                | 11.9.1982    | 1,78 m |
| 6   | Christine Ishaque | Deutschland  | 1997           | Forward                | 3.3.1972     | 1,82 m |
| 12  | Alexandra Keil    | Deutschland  | 1998           | Forward                | 10.2.1978    | 1,83 m |
| 19  | Milijana Maganjic | Kroatien     | 2005           | Power-Forward / Center | 21.2.1981    | 1,86 m |
| 9   | Hicran Özen       | Deutschland  | 1999           | Forward                | 15.7.1981    | 1,69 m |
| 7   | Viktoria Riebel   | Deutschland  |                | Forward                |              |        |
| 10  | Emily Samuelson   | USA          | 2005           | Guard                  |              |        |
| 4   | Marlena Schön     | Deutschland  | Jugend         | Guard                  | 16.5.1987    | 1,69 m |
| 11  | Sandra Weber      | Deutschland  | 2005           | Forward                | 4.2.1985     | 1,83 m |
| 18  | Yvonne Weber      | Deutschland  | 1999           | Center                 | 14.11.1974   | 1,94 m |
| 5   | Daniela Zdunek    | Deutschland  | 2001           | Forward/Power Forward  | 4.1.1982     | 1,83 m |

### Bundesliga-Kader 2004/2005
| Nr. | Name                 | Nationalität | im Verein seit | Position              | Geburtsdatum | Größe  |
| --- | -------------------- | ------------ | -------------- | --------------------- | ------------ | ------ |
| 14  | Jenny Brauer         | Deutschland  | 2002           | Forward               | 11. 2.1983   | 1,73 m |
| 11  | Natascha Heuser      | Deutschland  |                | Forward               | 11.9.1982    | 1,78 m |
| 6   | Christine Ishaque    | Deutschland  | 1997           | Forward               | 3.3.1972     | 1,82 m |
| 12  | Alexandra Keil       | Deutschland  | 1998           | Forward               | 10.2.1978    | 1,83 m |
| 9   | Hicran Özen          | Deutschland  | 1999           | Forward               | 15.7.1981    | 1,69 m |
| 10  | Emily Samuelson      | USA          | 2005           | Guard                 |              |        |
| 4   | Marlena Schön        | Deutschland  | Jugend         | Guard                 | 16.5.1987    | 1,69 m |
| 11  | Sandra Weber         | Deutschland  | 2005           | Forward               | 4.2.1985     | 1,83 m |
| 18  | Yvonne Weber         | Deutschland  | 1999           | Center                | 14.11.1974   | 1,94 m |
| 5   | Daniela Zdunek       | Deutschland  | 2001           | Forward/Power Forward | 4.1.1982     | 1,83 m |
| 16  | Livia Anitics        | Ungarn       | 2005           | Forward/Power Forward |              |        |
| 8   | Zsuzsa Bellovai      | Ungarn       | 2005           | Power Forward         | 20.3.1974    |        |
| 13  | Elke Henning         | Deutschland  | 2004           | Power Forward/Center  | 4.11.1985    |        |
| 19  | Lisa Koop            | Deutschland  | Jugend         | Center                | 23.9.1985    |        |
| 11  | Mirjam Müller        | Deutschland  | 2004           | Flügel                | 1.10.1984    |        |
| 8   | Tumika Rinderknecht  | Deutschland  | 2004           | Flügel                |              |        |
| 17  | Katrin Ševerdija     | Deutschland  | 2003           | Flügel                | 5.5.1985     |        |
| 15  | Magdalena Skrzypczak | Deutschland  | 2003           | Aufbau                | 19.4.1983    |        |
| 13  | Gioconda Mendiola    | USA          | 2005           | Aufbau                | 7.1.1981     |        |

### Bundesliga-Kader 2003/2004
| Nr. | Name                 | Nationalität | im Verein seit | Position              | Geburtsdatum | Größe  |
| --- | -------------------- | ------------ | -------------- | --------------------- | ------------ | ------ |
| 4   | Jenny Brauer         | Deutschland  | 2002           | Forward               | 11. 2.1983   | 1,73 m |
| 8   | Natascha Heuser      | Deutschland  | 2004           | Forward               | 11.9.1982    | 1,78 m |
| 12  | Alexandra Keil       | Deutschland  | 1998           | Forward               | 10.2.1978    | 1,83 m |
| 13  | Hicran Özen          | Deutschland  | 1999           | Forward               | 15.7.1981    | 1,69 m |
| 9   | Hanna Green          | USA          | 2002           | Guard                 | 10.6.80      |        |
| 4   | Yvonne Weber         | Deutschland  | 1999           | Center                | 14.11.1974   | 1,94 m |
| 5   | Daniela Zdunek       | Deutschland  | 2001           | Forward/Power Forward | 4.1.1982     | 1,83 m |
| 6   | Livia Anitics        | Ungarn       | 2003           | Forward/Power Forward | 5.4.1968     |        |
| 4   | Zsuzsa Tarnai        | Ungarn       | 2003           |                       | 22.5.1981    |        |
| 7   | Katja Munck          | Deutschland  | 2001           | Forward               | 22.1.1979    |        |
| 9   | Lisa Koop            | Deutschland  | Jugend         | Center                | 23.9.1985    |        |
| 11  | Magdalena von Geyr   | Deutschland  | 2003           | Flügel                | 28.3.1984    |        |
| 15  | Magdalena Skrzypczak | Deutschland  | 2003           | Aufbau                | 19.4.1982    |        |
| 17  | Katrin Ševerdija     | Deutschland  | 2003           | Flügel                | 5.5.1985     |        |
| 14  | Christen Roper       | USA          | 2003           |                       | 14.1.1081    |        |
| 10  | Jaqueline Lavallee   | Kanada       | 2003           |                       | 28.2.1978    |        |

- Lisa Koop war Stammspielerin der 2. Mannschaft und kam zu einem Einsatz im Europapokal.
- Hicran Özen zog sich am 27. November 2004 beim Europapokal-Heimspiel gegen Šibenik einen Kreuzbandriss zu.
- Christen Roper verließ den Verein am 31. Januar 2004 aufgrund finanzieller Probleme des Vereins.
- Katrin Ševerdijakam war Stammspielerin der 2. Mannschaft und kam zu zwei Einsätzen im Europapokal.
- Zsuzsa Tarnai wechselte am 10. Januar 2004 zum Zweitligisten TG 1889 Sandhausen.
- Yvonne Weber kehrte nach einer Baby-Pause am 15. Februar 2004 zurück.
- Dani Zdunek absolvierte ein Auslandssemesters und konnte nur wenig eingesetzt werden.

### Bundesliga-Kader 2002/2003
| Nr. | Name               | Nationalität     | im Verein seit | Position              | Geburtsdatum | Größe  |
| --- | ------------------ | ---------------- | -------------- | --------------------- | ------------ | ------ |
| 4   | Jenny Brauer       | Deutschland      | 2002           | Forward               | 11. 2.1983   | 1,73 m |
| 12  | Alexandra Keil     | Deutschland      | 1998           | Forward               | 10.2.1978    | 1,83 m |
| 13  | Hicran Özen        | Deutschland      | 1999           | Guard                 | 15.7.1981    | 1,69 m |
| 9   | Kelli Kreuser      | USA              | 2002           | Forward               | 31.8.1979    |        |
| 10  | Yvonne Kunze       | Deutschland      | 1999           | Center                | 5.1.1978     | 1,94 m |
| 5   | Daniela Zdunek     | Deutschland      | 2001           | Forward/Power Forward | 4.1.1982     | 1,83 m |
| 7   | Katja Munck        | Deutschland      | 2001           | Forward               | 22.1.1979    |        |
| 11  | Lisa Koop          | Deutschland      | Jugend         | Center                | 23.9.1985    |        |
| 6   | Christine Ishaque  | Deutschland      | 1997           | Forward               | 3.3.1972     | 1,82 m |
| 14  | April Cromartie    | USA              | 2002           |                       | 23.8.1980    |        |
| 9   | Ivana Voračková    | Tschechoslowakei | 2002           |                       | 28.8.1979    |        |
| 11  | Magdalena von Geyr | Deutschland      | 2003           | Flügel                | 28.3.1984    |        |

### Bundesliga-Kader 2001/2002
| Nr. | Name              | Nationalität     | im Verein seit | Position              | Geburtsdatum | Größe  |
| --- | ----------------- | ---------------- | -------------- | --------------------- | ------------ | ------ |
| 4   | Jenny Brauer      | Deutschland      | 2002           | Forward               | 11. 2.1983   | 1,73 m |
| 12  | Alexandra Keil    | Deutschland      | 1998           | Forward               | 10.2.1978    | 1,83 m |
| 13  | Hicran Özen       | Deutschland      | 1999           | Forward               | 15.7.1981    | 1,69 m |
| 9   | Nicole Johnson    | Kanada           | 1998           | Center                | 26.06.1975   |        |
| 10  | Yvonne Kunze      | Deutschland      | 1999           | Center                | 5.1.1978     | 1,94 m |
| 5   | Daniela Zdunek    | Deutschland      | 2001           | Forward/Power Forward | 4.1.1982     | 1,83 m |
| 7   | Katja Munck       | Deutschland      | 2001           | Forward               | 22.1.1979    |        |
| 6   | Christine Ishaque | Deutschland      | 1997           | Forward               | 3.3.1972     | 1,82 m |
| 9   | Hanna Green       | USA              | 2002           |                       | 10.6.1980    |        |
| 8   | Mirca Jarchovska  | Tschechoslowakei | 2002           | Flügel                | 1.2.1972     |        |
| 8   | Mary Apiafi       | USA              | 2002           |                       | 16.2.1978    |        |
| 11  | Nina di Stefano   | Kanada           | 2001           |                       | 28.12.1977   |        |
| 15  | Brooke Weisbrod   | USA              | 2001           |                       | 28.12.1977   |        |

- Nina de Stefano zog sich im Januar eine Knieverletzung zu und firl die komplette Saison aus.

- Für Nina de Stefano  wurde im Februar Mary Apiafi verpflichtet.

- Brooke Weisbrod  fiel ab Januar mit einer Rückenverletzung die komplette Saison aus.

- Als Ersatz für Brooke Weisbrod wurde Mirka Jarchovska verpflichtet. Sie blieb nur 5 Spiele und wechselte dann zum BTV Wuppertal.

### Bundesliga-Kader 2000/2001
| Nr. | Name              | Nationalität | im Verein seit | Position | Geburtsdatum | Größe  |
| --- | ----------------- | ------------ | -------------- | -------- | ------------ | ------ |
| 8   | Monja Rother      | Deutschland  | 1994           |          | 24.05.1968   |        |
| 12  | Alexandra Keil    | Deutschland  | 1998           | Forward  | 10.2.1978    | 1,83 m |
| 13  | Hicran Özen       | Deutschland  | 1999           | Forward  | 15.7.1981    | 1,69 m |
| 14  | Nicole Johnson    | Kanada       | 1998           | Center   | 26.6.1975    |        |
| 10  | Yvonne Kunze      | Deutschland  | 1999           | Center   | 5.1.1978     | 1,94 m |
| 6   | Christine Ishaque | Deutschland  | 1997           | Forward  | 3.3.1972     | 1,82 m |
| 7   | Elizabeth Hart    | USA          | 1999           |          | 09.08.1974   |        |
| 5   | Catherine Lahanas | Kanada       | 1997           |          | 14.01.1973   |        |
| 9   | Semra Ilhan       | Deutschland  | 1998           |          | 02.08.1978   |        |
| 11  | Wiebke Lotz       | Deutschland  | 2000           |          | 25.01.1980   |        |

### Bundesliga-Kader 1999/2000
| Nr. | Name              | Nationalität | im Verein seit | Position | Geburtsdatum | Größe  |
| --- | ----------------- | ------------ | -------------- | -------- | ------------ | ------ |
| 8   | Monja Rother      | Deutschland  | 1997           |          | 24.05.1968   |        |
| 12  | Alexandra Keil    | Deutschland  | 1998           | Forward  | 10.2.1978    | 1,83 m |
| 11  | Anna Helm         | Deutschland  | 1998           |          | 18.1.1982    |        |
| 14  | Nicole Johnson    | Kanada       | 1998           | Center   | 26.6.1975    |        |
| 10  | Yvonne Kunze      | Deutschland  | 1999           | Center   | 5.1.1978     | 1,94 m |
| 6   | Christine Ishaque | Deutschland  | 1997           | Forward  | 3.3.1972     | 1,82 m |
| 7   | Elizabeth Hart    | USA          | 1999           |          | 09.08.1974   |        |
| 5   | Catherine Lahanas | Kanada       | 1997           |          | 14.01.1973   |        |
| 9   | Semra Ilhan       | Deutschland  | 1998           |          | 02.08.1978   |        |
| 15  | Tatjana Pavičević | Deutschland  | 1997           |          | 26.1.1977    |        |
| 4   | Ellen Hunke       | Deutschland  | Jugend         |          | 5.10.1981    |        |

### Bundesliga-Kader 1998/1999
| Nr. | Name              | Nationalität | im Verein seit | Position | Geburtsdatum | Größe  |
| --- | ----------------- | ------------ | -------------- | -------- | ------------ | ------ |
| 8   | Monja Rother      | Deutschland  | 1994           |          | 24.05.1968   |        |
| 12  | Alexandra Keil    | Deutschland  | 1998           | Forward  | 10.2.1978    | 1,83 m |
| 11  | Anna Helm         | Deutschland  | 1998           |          | 18.1.1982    |        |
| 14  | Nicole Johnson    | Kanada       | 1998           | Center   | 26.06.1975   |        |
| 6   | Christine Ishaque | Deutschland  | 1997           | Forward  | 3.3.1972     | 1,82 m |
| 5   | Catherine Lahanas | Kanada       | 1997           |          | 14.01.1973   |        |
| 9   | Semra Ilhan       | Deutschland  | 1998           |          | 02.08.1978   |        |
| 15  | Michelle Hendry   | Kanada       | 1997           |          | 19.03.1970   |        |
| 4   | Ellen Hunke       | Deutschland  | Jugend         |          | 5.10.1981    |        |
| 5   | Lani Kramer       | Kanada       | 1997           |          | 27.06.1967   |        |

- Nicole Johnson zog sich im Oktober 1998 einen Riss des Kreuzbandes zu und fiel für den Rest der Saison aus.

### Bundesliga-Kader 1997/1998
| Nr. | Name                | Nationalität | im Verein seit | Position | Geburtsdatum | Größe  |
| --- | ------------------- | ------------ | -------------- | -------- | ------------ | ------ |
| 8   | Monja Rother        | Deutschland  | 1994           |          | 24.05.1968   |        |
| 10  | Nicola Ammon        | Deutschland  | 1997           |          | 20.3.1974    |        |
| 14  | Jeanette Herbrich   | Deutschland  | 1997           |          | 8.10.1974    |        |
| 9   | Rosamarie Reichert  | Deutschland  | 1997           |          | 9.10.1973    |        |
| 7   | Christine Pohl      | Deutschland  | 1997           | Forward  | 3.3.1972     | 1,82 m |
| 5   | Catherine Lahanas   | Kanada       | 1997           |          | 14.01.1973   |        |
| 11  | Kerstin Hochdörffer | Deutschland  | 1997           |          | 4.9.1972     |        |
| 13  | Michelle Hendry     | Kanada       | 1997           |          | 19.03.1970   |        |
| 6   | Tatjana Pavičević   | Deutschland  | 1997           |          | 26.1.1977    |        |
| 15  | Lani Kramer         | Kanada       | 1997           |          | 27.06.1967   |        |
| 12  | Aleksandra Kojić    | Deutschland  | 1997           | Flügel   | 19.8.1969    |        |

- Aleksandra Kojić fiel wegen eines Bänderrisses mehrere Wochen aus.
- Christine Pohl heiratete im Oktober 1997 und legte eine Baby-Pause ein.
- Rosamarie Reichert wurde nicht in der Meisterschaft oder im Pokal, sondern einmal im Europapokal eingesetzt.

### Alphabetische Auflistung aller Bundesligaspielerinnen
Erfasst sind alle Spielerinnen, die in einem Pflichtspiel entweder tatsächlich eingesetzt wurden oder zumindest auf dem Spielberichtsbogen eingetragen waren (was offiziell bereits als Einsatz zählt).
- Ammon, Nicola (1 Saison: 1997/98; bereits '96/97 im VfL-Team)
- Anitics, Livia (2: 2003-05)
- Apiafi, Mary (1: 2001/02)
- Baker, Tonisha (1: seit 2013/14)
- Baranowski, Samantha (1: 2012/13)
- Bellovai, Zsuzsa (1: 2004/05)
- Božović, Dana  (1: 2012/13)
- Brauer, Jenny * (7: 2001-06 und '08-10)
- Crisman, Lori (2: 2005-07)
- Cromartie, April * (1: 2002/03)
- Crowder, Jennifer (1: seit 2014/15)
- Davidson, Amanda (6: 2007-13)
- Degbeon, Ama (1:  2013/14)
- Dzirma, Elisabeth (1:  2013/14)
- Gaspar, Vera (1: 2007/08) °°
- Gaudermann, Julia (3: 2008-11)
- von Geyr, Magdalena * (2: 2002-04)
- Gohrke, Natalie (7:   2007-14)
- Görg, Anna (1:   2008/09)
- Eggers, Charlotte (1:  2013/14)  (Spielberichtsbogen vom Pokalspiel Eintracht Braunschweig gegen BC Marburg vom 5. Januar 2014)
- Green, Hanna (2: 2001/02 und '03/04)
- Grigoleit, Stefanie (1: 2011/12)
- Grubaugh, Tiffany (1: 2006/07)
- Hafner, Melanie (1: 2007/08) °°
- Happel, Nicola (3:   2011.2014)
- Hart, Elizabeth „Liz“ (2: 1999-2001)
- Heinrich, Jana (3: 2006-09) °
- Helm, Anna (2: 1998-2000)
- Hendry, Michelle (2: 1997-99; bereits '92/93 und '94-97 im VfL)
- Henning, Elke (1: 2004/05)
- Herbrich, Jeannette (1: 1997/98; bereits '94-97 im VfL)
- Heuser, Natascha (7: 2003-06 und '07-11)
- Hightower, Carlene (1: 2010/11)
- Hochdörffer, Kerstin (1: 1997/98; bereits '96/97 im VfL)
- Holtz, Karolin (3: 2008-11)
- Hunke, Ellen (2: 1998-2000)
- Ilhan, Semra (3: 1998-2001)
- Ishaque (geb. Pohl), Christine „Tini“ * (7: 1997-2003 und '04-06; bereits '96/97 im VfL)
- Jarchovská, Mirka (2: 2001/02 und '06/07)
- Johnson, Nicole „Nikki“ (4: 1998-2002)
- Kalutycz, Lani (→ Kramer)
- Keil, Alexandra * (9: 1998-2007)
- Köppl, Julia (1: seit 2014/15)
- Kojić, Aleksandra (1: 1997/98; bereits '94-97 im VfL)
- Koop, Lisa * ² (9: 2002-05 und seit '06/07 sowie seit 2014/15)
- Kramer (geb. Kalutycz), Lani (2: 1997-99; bereits '92-94 im VfL)
- Kreuser, Kelli * (1: 2002/03)
- Kunze, Yvonne (→ Weber)
- Kuschel, Sarah (1: seit 2014/15)
- Lahanas, Catherine „Koko“ (4: 1997-2001)
- Landry, Shenita (2:   2010-2012)
- Lavallee, Jacqueline (1: 2003/04)
- Livingston, Amanda (1: 2008/09)
- Lotz, Wiebke (1: 2000/01)
- Maganjić, Milijana (1: 2005/06)
- McLaughlin, Morgan (1: 2007/08)
- Mašek, Laura (2:  seit 2012/13)
- Meinhart, Isabell (1:   2013/14)
- Mendiola, Gioconda (1: 2004/05)
- Menz, Tina (2: 2011-13)
- Müller, Mirjam (1: 2004/05) °°
- Mützel, Natascha (1: 2010/11)
- Munck, Katja * (3: 2001-04)
- Özen, Hicran * (12: 2000-11)
- Pavićević, Tatjana (2: 1997/98 und '99/2000)
- Pierce, Alissa (1: 2011/12 und seit 2014/15)
- Pohl, Christine „Tini“ (→ Ishaque)
- Powilleit, Marion (1: 2007/08)
- Reaves, B'Jonnee (1:seit 2014/15)
- Ribel, Viktoria (1: 2005/06)
- Rinderknecht, Tumika (1: 2004/05)
- Rodefeld, Luana (1: 2014/15)
- Roper, Christen (1: 2003/04)
- Rother, Monja (4: 1997-2001; bereits '94-97 im VfL)
- Samuelson, Emily (2: 2004-06)
- Schaake, Finja (5: seit 2009/10)
- Schön, Marlena (6: 2004-09 und '13/14) °°°
- Schumacher, Jen (1: 2006/07)
- Schwarzkopf, Lisa (1: seit 2014/15)
- Ševerdija, Katrin (2: 2003-05) ³
- Skrzypczak, Magdalena (2: 2003-05)
- Skuballa, Margret  (7: seit 2007/08)
- Smith, Emiko (1: 2013/14)
- di Stefano, Nina (1: 2001/02)
- Stiller, Aline (1: 2012/13)
- Tarnai, Zsuzsa (1: 2002/04)
- Thimm, Birte (1:seit 2014/15)
- Triggs, Sherida (1: 2009/10)
- Unger, Mirijam  (1: 2008/09)
- Voračková, Ivana * (1: 2002/03)
- Weber, Sandra (7: seit 2005/06)
- Weber (geb. Kunze), Yvonne * (8: 1999-2008)
- Weisbrod, Brooke (1: 2001/02)
- White, Martha (1: 2012/13)
- Winterhoff, Kim (3: seit 2011/12)
- Worthmann, Franziska (1: 2006/07)
- Zackery, Kellindra (1: 2013/14)
- Zdunek, Daniela * (7: 2001-08)

- Mitglieder der Deutschen Meister- und Pokalsieger-Mannschaft Saison 2002/03.

Lisa Koop war dabei nur in der Pokalrunde der letzten 32 in Hofheim zu einem Einsatz gekommen.
² Lisa Koop (damals 2. Mannschaft) wurde 2002/03 nur einmal im Pokal eingesetzt (s. o.), '03/04 nur einmal im Europapokal. Im Erstliga-Kader '04/05 und seit '06/07.
³ Katrin Ševerdija (damals 2. Mannschaft) wurde 2003/04 nur zweimal im Europapokal eingesetzt. Im Erstliga-Kader '04/05.
° Jana Heinrich blieb in ihrer ersten Saison ohne tatsächliche Einsatzzeit. Sie hatte sich vor ihrer Verpflichtung durch den BC einen Kreuzbandriss zugezogen. Die Rekonvaleszenz zog sich bis Saisonende 2006/07 hin. Erst in den Playoffs lief sie zumindest mit ein, kam aber, anders als in der 2. Mannschaft, nicht tatsächlich zum Einsatz. Zum ersten Mal für das Erstliga-Team auf dem Feld stand sie am 20. Oktober 2007 beim Saison-Eröffnungsspiel gegen Chemnitz.
°° Vera Gaspar, Melanie Hafner und Mirjam Müller sind bisher die einzigen Spielerinnen mit mindestens einem Pflichtspieleinsatz in der 1. Mannschaft, jedoch nicht in der 1. DBBL. Gaspar stand im Kader für das Season Opening am 20./21. Oktober 2007. Ihre ersten Spielminuten mit der 1. Mannschaft absolvierte sie im Pokalspiel am 15. November 2007 in Mainz. In derselben Partie kam auch Hafner zu ihrem Debüt im Trikot der 1. Mannschaft. Auch Müller stand nur im Pokal einmal für die 1. Mannschaft auf dem Feld, am 26. Oktober 2004 bei BiG Gotha.
°°° Marlena Schön zog sich im Regionalliga-Spiel am 12. Oktober 2007 (eine Woche vor dem Season Opening der 1. DBBL) einen Kreuzbandriss zu und fiel bis Saisonende aus. In der Vorbereitung zur Saison 2008/09 verletzte sie sich erneut fiel komplett aus. In der Saison 2013/14 gehört sie wieder zum Erstligakader.